# Elefanten som gick upp i rök och andra berättelser
Elefanten som gick upp i rök och andra berättelser (originaltitel Zou no shoumetsu) är en novellsamling av den japanske författaren Haruki Murakami. Novellerna skrevs mellan 1983 och 1990 och utkom i svenskspråkig översättning 1996. År 2013 utkom boken i ny reviderad översättning.

## Handling
Berättelserna utspelar sig alla i vardagliga miljöer men med surrealistiska inslag i gränslandet mellan det verkliga och overkliga: en man upptäcker att hans hem invaderas av små TV-människor, ett ungt par tvingas av ödet att råna ett bageri, en elefant försvinner spårlöst från ett kommunalt zoo. Humor och lekfullhet men också stråk av vemod och sorg präglar novellerna.

## Novellerna
- Fågeln som vrider upp världen och tisdagskvinnorna
- Den andra bageriräden
- Kängurukorrespondens
- Om att råka träffa den hundraprocentigt rätta flickan en vacker aprilmorgon
- Sömnen
- Det romerska rikets fall, 1881 års indianuppror, Hitlers invasion av Polen och stormarnas rike
- Lederhosen
- Att bränna lador
- Det gröna odjuret
- En familjeangelägenhet
- Fönstret
- TV-människorna
- En roddbåt till Kina
- Den dansande dvärgen
- Eftermiddagens sista gräsmatta
- Tystnaden
- Elefanten som gick upp i rök

## Svenska utgåvor
- Elefanten som gick upp i rök och andra berättelser, Gedin 1996 ISBN 91-7964-224-1
- Elefanten som gick upp i rök och andra berättelser (ny utgåva, reviderad översättning), Norstedts 2013 ISBN 978-91-1-303865-0